# Băile Govora
Băile Govora (eller bare Govora) er en rumænsk kurby i distriktet Vâlcea , omkring 20 km sydvest for distriktshovedstaden Râmnicu Vâlcea og vest for floden Olt, i den historiske region Oltenien. Den ligger ved det sydlige forland af de Transsylvanske Alper. Ud over dens mineralkilder der anbefales til en række lidelser, findes omfatter Govora Kloster (bygget i det 15. århundrede og konsolideret af vojvod Matei Basarab og senere af Constantin Brâncoveanu) og det nærliggende Dintr-un lemn kloster (16. eller 17. århundrede; legenden om dets oprindelse blev optegnet af Paul af Aleppo).
Govora Kloster var stedet, hvor Matei Basarab introducerede den første trykpresse i Valakiet – hvor den første skrevne lovkodeks på rumænsk blev offentliggjort, Pravila de la Govora, i 1640.
Byen der har 2.158 (2021) indbyggere administrerer tre landsbyer: Curăturile, Gătejeşti og Prajila.